# Abdelmajid Eddine
Abdelmajid Eddine (17 aprile 1979) è un ex calciatore marocchino, di ruolo attaccante.

## Carriera
Ha giocato nella massima serie dei campionati marocchino, tunisino, omanita, libico e kuwaitiano; con il Raja Casablanca ha preso parte alla Coppa del mondo per club FIFA 2013.

## Palmarès

### Competizioni nazionali
- Campionato marocchino di calcio: 1

Raja Casablanca: 2012-2013
- Coppa Principe Faysal Bin Fahd: 1

Al-Nassr: 2008
- Sheikh Jassem Cup: 2

Al-Arabi: 2010, 2011
- Coppa del Marocco: 1

Wydad Casablanca: 1998